# ラリー・キムラ
ラリー・リンゼイ・キムラ（英語: Larry Lindsey Kimura、1946年6月29日 - ) またはラリー・カウアノエ・キムラ（英語: Larry Kauanoe Kimura）は、アメリカ合衆国ハワイ・ハワイ島ワイメアで、広島から移住した父・木村久雄とハワイ人の母・エリザベス・リンゼイの間に生まれ、母は主にハワイ語を話す家族に育てられている。
木村はハワイ語保護の擁護者で、ハワイ語による幼児教育施設「プーナナ・レオ」（Aha Pūnana Leo）の共同創設者でもあった。ハワイ大学ヒロ校のハワイ語学部（ Ka Haka ʻUla O Keʻelikōlani）でハワイ語とハワイ文化研究の教授を務めている。
天文学者は、最初に観測された恒星間天体「オウムアムア」、最初に画像化された超大質量ブラックホールの超大質量ブラックホール#超大質量ブラックホールなど、ハワイで発見または画像化されたその他の注目すべき天体に関して、ハワイ語の名前を付ける際に、木村と相談してきた。

## 参照項目
- 言語復興 (Language revitalization)
- 言語権